# Paul Brasme
Paul Brasme (* 3. August 1997 in Metz) ist ein ehemaliger französischer Skispringer.

## Werdegang
Brasme gab sein internationales Debüt im Februar 2012 bei Junioren-Springen in Kranj. Im September des gleichen Jahres startete er in Oberstdorf erstmals im Skisprung-Alpencup. Im Februar 2013 startete Brasme beim Europäischen Olympischen Winter-Jugendfestival 2013 im rumänischen Râșnov. Im Einzelspringen erreichte er den 29. Platz, bevor er mit der Mannschaft im Teamspringen Neunter wurde. Nachdem Brasme in der Folge im Alpencup ohne Punktgewinn geblieben war, startete er im September 2014 erstmals im FIS-Cup. In Einsiedeln sprang er als 26. und 27. zweimal in die Punkteränge. Eine Woche später gelang ihm an gleicher Stelle auch im Alpencup erstmals der Sprung in die Punkteränge.
Am 12. Dezember 2014 gab Brasme als Mitglied des französischen B-Kaders sein Debüt im Skisprung-Continental-Cup. Bis Jahresende blieb er dabei ohne Punkterfolg. Daraufhin kam er im Januar zurück in den Alpencup. In Seefeld in Tirol feierte er dabei als Zweiter seinen ersten Podestplatz in dieser Serie. Bei der Junioren-Weltmeisterschaft 2015 in Almaty wurde er 22. im Einzelspringen. Nach der Junioren-WM feierte er zwei zweite Plätze beim Alpencup in Kranj. Ende Februar 2015 kam er in Titisee-Neustadt erneut im Continental Cup zum Einsatz und erreichte im dritten Springen als 28. erstmals die Punkteränge. Ende März gewann er bei den Französischen Meisterschaften 2015 in Chaux-Neuve die Silbermedaille hinter Vincent Descombes Sevoie. Im August nahm Brasme an der Qualifikation zum Skisprung-Grand-Prix in Courchevel teil, scheiterte aber als 47. Am 16. Januar 2016 gewann er erstmals ein Alpencup-Springen in Oberwiesenthal.
Bei den Junioren-Weltmeisterschaften 2016 in Râșnov landete Brasme als 30. im Einzelspringen nur im Mittelfeld. In den beiden Teamspringen wurde er mit seinen Teamkollegen Zehnter. Im Sommer nahm er in Courchevel, Wisła, Hinterzarten und Einsiedeln an den Qualifikationen zum Grand Prix teil, scheiterte aber erneut. Auch im Continental Cup blieben Top-Platzierungen aus. Erst in Engelberg im Dezember gelang ihm wieder der Sprung in die Punkteränge. Bei den folgenden Junioren-Weltmeisterschaften 2017 in Park City sprang Brasme auf den 17. Platz im Einzel. Drei Wochen später nahm er an der Qualifikation zum Einzelspringen der Nordischen Skiweltmeisterschaften 2017 im finnischen Lahti teil und erreichte als 38. einen Startplatz von der Normalschanze. Den Wettbewerb selbst beendete er jedoch nur als Letzter auf Rang 50. Einen Tag später startete er mit Léa Lemare, Lucile Morat und Vincent Descombes Sevoie im Mixed-Teamspringen und wurde am Ende Zehnter.
Am 22. Juli 2017 gewann Paul Brasme die Französischen Meisterschaften 2017 in Chaux-Neuve vor Vincent Descombes Sevoie und Maxime Laheurte. Bei seinem ersten Grand-Prix-Springen auf dem Tremplin du Praz in Courchevel am 11. August 2018 wurde er auf Anhieb 27. und erreichte damit gleich seine ersten vier Punkte in diesem Wettbewerb. Nach den französischen Meisterschaften 2021 gab Brasme sein Karriereende bekannt.

## Erfolge

### Alpencup-Siege im Einzel
| Nr. | Datum           | Ort            | Typ           |
| --- | --------------- | -------------- | ------------- |
| 1.  | 16. Januar 2016 | Oberwiesenthal | Normalschanze |

## Statistik

### Grand-Prix-Platzierungen
| Saison | Platz | Punkte |
| ------ | ----- | ------ |
| 2018   | 75.   | 4      |

### Continental-Cup-Platzierungen
| Saison  | Sommer | Sommer | Winter | Winter | Gesamt | Gesamt |
| Saison  | Platz  | Punkte | Platz  | Punkte | Platz  | Punkte |
| ------- | ------ | ------ | ------ | ------ | ------ | ------ |
| 2014/15 | —      | —      | 133.   | 003    | 170.   | 003    |
| 2015/16 | —      | —      | 079.   | 036    | 102.   | 036    |
| 2016/17 | —      | —      | 126.   | 009    | 155.   | 009    |
| 2017/18 | 076.   | 023    | 077.   | 036    | 087.   | 059    |
| 2018/19 | 078.   | 017    | —      | —      | 121.   | 017    |
| 2019/20 | 112.   | 006    | —      | —      | 150.   | 006    |